# Ákra Marathiá
Ákra Marathiá är en udde i Grekland.   Den ligger i prefekturen Nomós Zakýnthou och regionen Joniska öarna, i den sydvästra delen av landet, 260 km väster om huvudstaden Aten.
Terrängen inåt land är lite kuperad. Havet är nära Ákra Marathiá åt sydost.  Närmaste större samhälle är Zákynthos, 15,9 km norr om Ákra Marathiá. 